# Laslovo
Laslovo (hongrois : Szentlászló) est une localité de Croatie située dans la municipalité de Ernestinovo, comitat d'Osijek-Baranja. Au recensement de 2001, elle comptait 1031 habitants.